# Dieselkatze

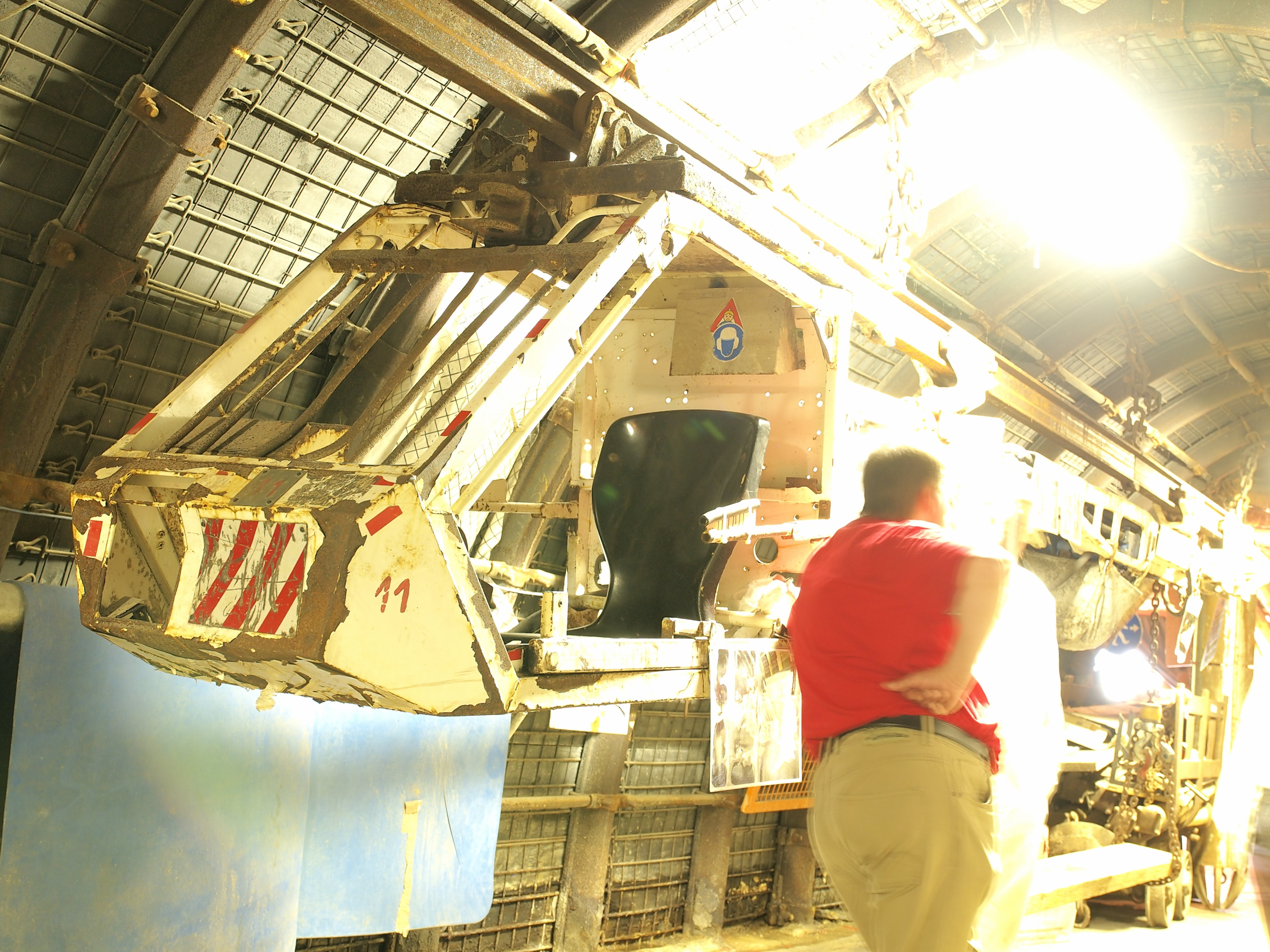
Dieselkatze im Bergbaustollen im Nordsternpark

Eine Dieselkatze ist das Zugfahrzeug einer Einschienenhängebahn mit dieselhydraulischem Antrieb.
Sie ist speziell für den Personen- und Materialtransport im Bergbau konzipiert und kann auch in Grubenbauen eingesetzt werden, die durch Schlagwetter gefährdet sind.
Die modernen Fahrzeuge dieser Art bewegen je nach Steigung (im Bergbau: Einfallen) des Flözes zwischen 26.000 und 35.000 kg mit einer Geschwindigkeit von rund 2,5 m/s (entspricht 9 km/h).